# Globisininae
Globisininae is een onderfamilie van weekdieren uit de klasse van de Gastropoda (slakken).

## Geslachten
- Falsilunatia Powell, 1951
- Globisinum Marwick, 1924